# Моррисси, Уильям
Уильям Мо́ррисси (англ. William Morrissey, род. 16 августа 1986[…], Куинс, Нью-Йорк[…]) — американский рестлер. В настоящее время он выступает в All Elite Wrestling под именем Большой Билл (англ. Big Bill). Он также известен по работе в WWE, где он выступал под именем Большой Кэсс (сокращенный вариант своего прежнего имени Колин Кэсседи), и в Impact Wrestling, где он впервые выступил под именем У. Моррисси.
В WWE он стал известен благодаря своему партнерству с Энцо Аморе, с которым он выступал в команде с 2013 по 2017 год. Вместе они выиграли награду NXT Year-End Award за лучшую команду года в 2015 году. Он был переведен на Raw вместе с Энзо Аморе на следующий день после WrestleMania 32. Позже его перевели на бренд SmackDown, где у него была короткая вражда с Дэниелом Брайаном, после чего в июне 2018 года он был уволен. После ухода из WWE он возобновил сотрудничество с Аморе (теперь известным как nZo) на независимой сцене.

## Личная жизнь
До 2017 года Моррисси состоял в отношениях с коллегой-рестлером Лией Ван Дейл, известной как Кармелла.
Во время работы в Florida Championship Wrestling (FCW) Морриси жил в одной комнате с коллегой-рестлером Джонатаном Гудом, известным как Дин Эмброуз в WWE и Джон Моксли в AEW. Они жили вместе до 2014 года, когда Эмброуз перешел в основной ростер. Морриси сказал, что ему понравилось жить с Эмброузом, назвав это «лучшим временем в своей жизни».
8 декабря 2018 года у Моррисси случился эпилептический припадок во время мероприятия House of Hardcore. Медицинский персонал оказал ему помощь, а Томми Дример и Бубба Рэй Дадли были рядом с ним. Он был в сознании и в конце концов был доставлен в больницу. После припадка, с помощью Даймонда Далласа Пейджа, Морисси стал трезвенником и прошел курс лечения от депрессии.
С апреля 2021 года Моррисси состоит в отношениях с закулисным интервьюером AEW Лекси Нэйр, которая является падчерицей члена Зала славы WWE Даймонда Далласа Пейджа.

## Титулы и достижения
- Pro Wrestling Illustrated
  - № 94 в топ 500 рестлеров в рейтинге PWI 500 в 2017[9]
- Rolling Stone
  - № 10 в топ 10 лучших рестлеров WWE в 2016 с Энцо Аморе[10]
- World Of Unpredictable Wrestling
  - Чемпионат Северной Америки WUW (1 раз)[11]
- WWE
  - NXT Year-End Award за лучшую команду года (2015) с Энцо Аморе[12]